# .sl
.sl је највиши Интернет домен државних кодова (ccTLD) за Сијера Леоне.